# Symmachia calligrapha
Espèce
Symmachia calligrapha est un insecte lépidoptère appartenant à la famille  des Riodinidae et au genre Symmachia.

## Taxonomie
Symmachia calligrapha a été décrit par William Chapman Hewitson en 1867.

## Description
Symmachia calligrapha est un papillon cuivré très ornementé de marron aux ailes antérieures à bord costal très légèrement bossu et apex pointu et aux ailes postérieures à angle anal anguleux. Le dessus est cuivré à frange marron, ligne submarginale de grosses taches marron et taches marron ne laissant entre elles que peu de cuivré.
Le revers est plus clair, ocre à frange marron, ligne submarginale de grosses taches marron et un damier marron laissant entre eux des damiers ocre.

## Biologie
L'imago de Symmachia calligrapha est présent toute l'année en Guyane.

## Écologie et distribution
Symmachia calligrapha est présent au Brésil et dans toute la Guyane,.

### Biotope
Symmachia calligrapha réside en sous-bois. La femelle a été trouvée  en Guyane sur des fleurs.

### Protection
Pas de statut de protection particulier.